# فایرپلی (کلرادو)
فایرپلی (به انگلیسی: Fairplay) شهری در ایالت کلرادو کشور ایالات متحده آمریکا است که جمعیت آن در سرشماری سال ۲۰۱۰ میلادی، ۶۷۹ نفر بوده‌است.